# 伊比庫伊 (巴拉圭)

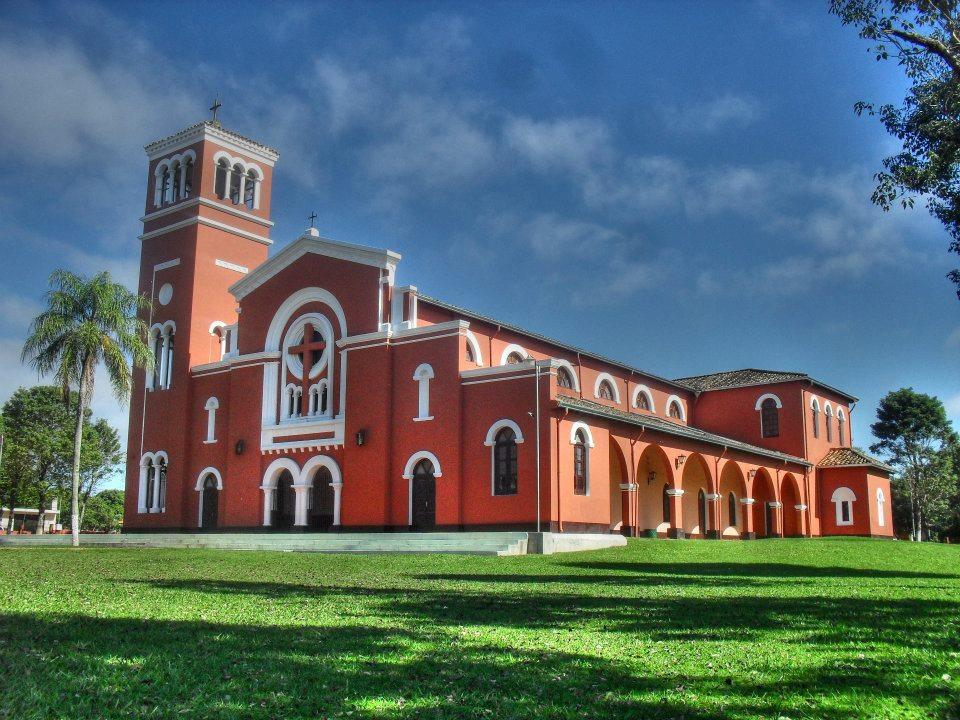

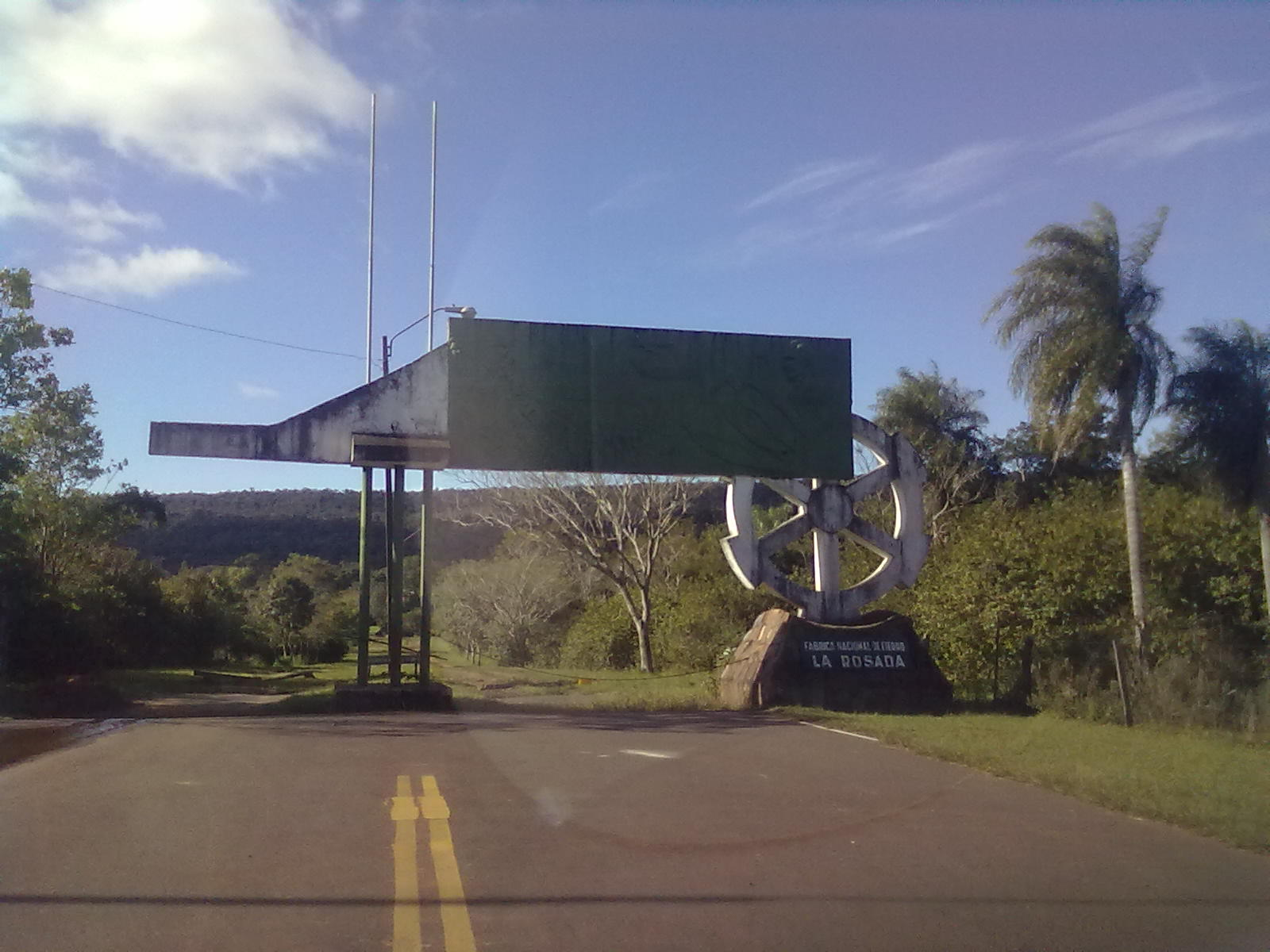

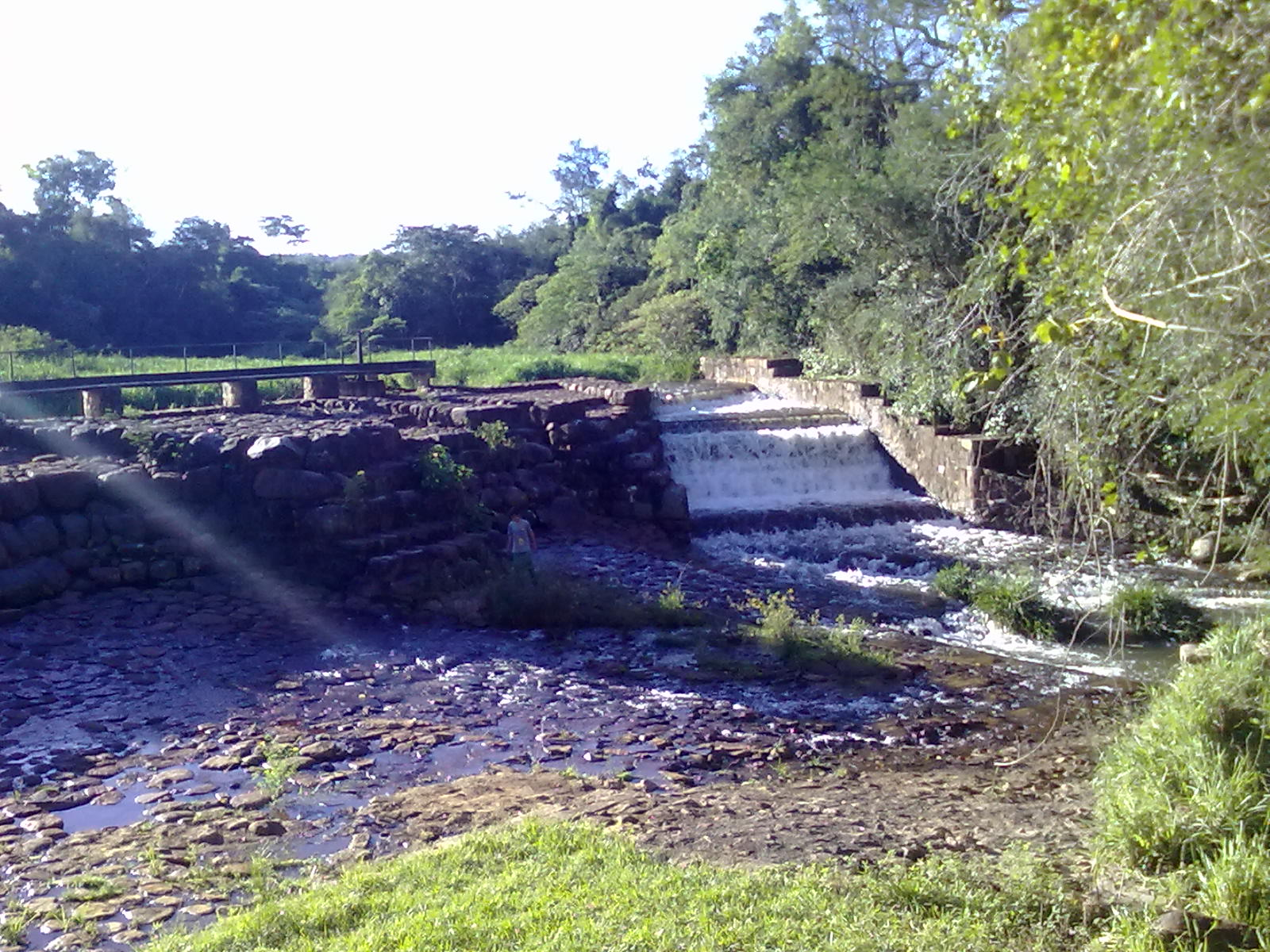

伊比庫伊（西班牙語：Ybycuí），是巴拉圭的城鎮，位於該國西南部，由巴拉瓜里省負責管轄，距離亞松森123公里，始建於1767年3月19日，面積273平方公里，海拔高度121米，2002年人口22,985，人口密度每平方公里77人。